# Centerpartiet
Centerpartiet (kurz C, deutsch Zentrumspartei) ist eine im schwedischen Reichstag vertretene Partei. Sie ist eine bürgerliche, liberale Partei mit grünem Profil, die die Interessen der Landwirte und Kleinunternehmer vertritt und vor allem in ländlichen Regionen gewählt wird. Sie wird daher zur Gruppe der nordischen Agrarparteien gezählt. Parteivorsitzende war von 2011 bis 2023 Annie Lööf. Die Zentrumspartei kam bei der jüngsten Reichstagswahl 2022 auf 6,7 % der Stimmen und auf 24 der 349 Mandate. Auf europäischer Ebene ist die Partei Mitglied der Allianz der Liberalen und Demokraten für Europa.

## Geschichte
1913 wurde die Partei Bondeförbundet (Bauernbund) gegründet, welche die Interessen der Landwirtschaft wahrnehmen wollte. 1921 schloss sie sich mit der 1915 gegründeten Bauernpartei Jordbrukarnas Riksförbund (Reichsverband der Landwirte) zusammen unter dem Namen Bondeförbundet, den man bis 1958 beibehielt, als man sich schließlich in Centerpartiet umbenannte.
In den ersten Jahrzehnten war Bondeförbundet eine ausgesprochene Klientelpartei, die die Interessen der Landwirtschaft auf einer konservativen Wertebasis vertrat. Doch nach der Weltwirtschaftskrise 1929, die auch die Landwirtschaft traf, ging man 1933 ein Abkommen mit den Sozialdemokraten ein, das Subventionen für die Landwirtschaft und verschiedene Maßnahmen gegen die Arbeitslosigkeit umfasste. 1936 führte die Zusammenarbeit zu einer Koalitionsregierung mit den Sozialdemokraten, die bis zum Beginn des Zweiten Weltkrieges dauerte. Eine zweite Mitte-links-Regierung bestand von 1951 bis 1957.

Altes Logo der Centerpartiet

Ende der 1960er und Anfang der 70er Jahre bekamen Umweltfragen und die Atompolitik immer größeres Gewicht und die Zentrumspartei profilierte sich mit einer grünen Politik. Dies führte zu den größten Wahlerfolgen 1973 und 1976, als die Partei 25,1 bzw. 24,1 % der Stimmen bekam. 1973 wurde eine Fusion mit der liberalen Folkpartiet diskutiert, die ähnlich positioniert war, aber ihre Basis eher in den großen Städten hatte. Damit sollte eine starke Kraft der bürgerlichen Mitte, gegen die Sozialdemokraten auf der einen und die Konservativen auf der anderen Seite, entstehen. Die Widerstände in der Zentrumspartei überwogen jedoch. Der Parteivorsitzende Thorbjörn Fälldin führte 1976–78 und 1979–82 als Ministerpräsident eine bürgerliche Koalition an. Zwischenzeitlich zerbrach die Koalition an der Atomfrage, die C war anders als die anderen bürgerlichen Parteien entschieden gegen die Nutzung der Kernenergie. Nach sechsjähriger Regierungszeit verlor man schließlich die Wahl von 1982; danach ging der Wähleranteil stark zurück.
1991 bis 1994 war die Zentrumspartei eine von vier Koalitionsparteien in der bürgerlichen Regierung, zwischen 1995 und 1998 unterstützte man die sozialdemokratische Minderheitsregierung in wirtschaftlichen und ökologischen Fragen.
Die Zentrumspartei stand immer vor der Herausforderung, sich zu den politischen Blöcken zu positionieren. Darüber hinaus zeigt sie sich in der EU-Frage gespalten. Nachdem Maud Olofsson 2001 den Vorsitz der Partei übernommen hatte, war ein eindeutiger Trend zu neoliberalen Positionen zu beobachten. Den Annäherungsversuchen der Sozialdemokraten vor der Wahl 2002 begegnete die Vorsitzende mit den Worten: „Ich will keine Koalition mit Göran Persson, Punktum!“ Am 17. Juni 2011 kündigte Olofsson ihren Rückzug vom Parteivorsitz an.
Der Jugendverband der Partei (Centerpartiets Ungdomsförbund, CUF) pflegt seit einigen Jahren Kontakte zum neoliberalen Think-Tank „Timbro“ und führende Zentrumspolitiker wie Fredrick Federley und Annie Lööf, beide Mitglieder des schwedischen Reichstags, sowie Maud Olofsson selbst profilieren die Partei inzwischen als mittelstandsfreundlich und antigewerkschaftlich. Besonders die Lockerung des Kündigungsschutzes ist seit einigen Jahren eines der Kernthemen der Partei. Auch in Umweltfragen hat die Parteispitze eine Kursänderung zugunsten der Atomenergie durchgesetzt.
Die Neupositionierung der Partei war dabei nicht unumstritten. Maud Olofssons innerparteiliche Kritiker sahen die Ideale der Partei bedroht, und die Furcht vor einem Debakel bei der Reichstagswahl 2014 tat ein Übriges. Solche Befürchtungen wurden zeitweise durch schlechte Umfragewerte verstärkt.
Bei der Wahl 2014 verloren alle Parteien der Allianz Wählerstimmen, die Verluste der Zentrumspartei waren dabei mit 0,5 Prozentpunkten vergleichsweise gering. Seitdem befindet sich die Partei in der Opposition. Bei der Wahl 2018 konnte C deutlich zulegen, musste jedoch bei der Wahl 2022 wieder Verluste hinnehmen. Daraufhin kündigte die langjährige Parteivorsitzende Lööf ihren Rücktritt an, den sie Anfang Februar 2023 vollzog. Zum neuen Parteivorsitzenden wurde Muharrem Demirok gewählt, der Anfang Mai 2025 von Anna-Karin Hatt abgelöst wurde.

## Wahlergebnisse

### Reichstagswahlen
Bis 1968 Wahlen zur Zweiten Kammer. Angaben von Statistiska Centralbyrån.
- 1921 11,1 %
- 1924 10,8 %
- 1928 11,2 %
- 1932 14,1 %
- 1936 14,3 %
- 1940 12,0 %
- 1944 13,6 %
- 1948 12,4 %
- 1952 10,7 %
- 1956 9,5 %
- 1958 12,7 %
- 1960 13,6 %
- 1964 13,4 %
- 1968 16,1 %
- 1970 19,9 %
- 1973 25,1 %
- 1976 24,1 %
- 1979 18,1 %
- 1982 15,5 %
- 1985 12,4 %
- 1988 11,3 %
- 1991 8,5 %
- 1994 7,7 %
- 1998 5,1 %
- 2002 6,2 %
- 2006 7,9 %
- 2010 6,6 %
- 2014 6,1 %
- 2018 8,6 %
- 2022 6,7 %

### Karten

Wahlergebnisse der Zentrumspartei bei der Reichstagswahl 2006 nach Regionen. Die Hochburgen liegen in ländlichen Regionen, in Stockholm sind die Stimmenanteile gering.
0,0 – 4,9 %
5,0 – 7,9 %
8,0 – 11,9 %
12,0 – 15,9 %
>16,0 %

1973 Reichstagswahl
1976
1979
1982
1985
1988
1991
1994
1998
2002
2006
2010

## Parteivorsitzende
- 1915 Gustaf Eriksson
- 1915–1921 Johannes Nilsson
- 1916–1919 Erik Eriksson
- 1919–1924 Johan Andersson
- 1924–1928 Johan Johansson
- 1929–1934 Olof Olsson i Kullenbergstorp
- 1934–1949 Axel Pehrsson-Bramstorp, Ministerpräsident 1936
- 1949–1971 Gunnar Hedlund
- 1971–1985 Thorbjörn Fälldin, Ministerpräsident 1976–78 und 1979–82
- 1986–1987 Karin Söder
- 1987–1998 Olof Johansson
- 1998–2001 Lennart Daléus
- 2001–2011 Maud Olofsson
- 2011–2023 Annie Lööf
- 2023–2025 Muharrem Demirok
- seit 2025 Anna-Karin Hatt